# Peuplierungspolitik
Peuplierungspolitik (pol. "polityka zaludniania") – aktywna polityka zaludniania niezasiedlonych obszarów w celu zwiększenia zysków z podatków. Typową politykę tego typu stosowała od końca XVII wieku Brandenburgia, a potem Królestwo Prus.
Obok kameralizmu była to główna myśl ekonomiczna w XVII- i XVIII-wiecznych Niemczech, zwłaszcza w księstwach wschodnich słabiej zaludnionych.